# 지주놀이
지주놀이(The Landlord's Game)는 1903년 미국에서 여성 지공주의자 엘리자베스 매기(Elizabeth Magie)가 발명한 보드게임으로 모노폴리, 부루마불의 원조 게임이다.

## 같이 보기
- 모노폴리 (게임)
- 부루마불
- 모두의마블
- 지주